# Elba (Wisconsin)
Elba – miasto w Stanach Zjednoczonych, w stanie Wisconsin, w hrabstwie Dodge.